# 제니퍼 코널리
제니퍼 코널리(영어: Jennifer Connelly, 1970년 12월 12일 ~ )는 미국의 배우이다. 아역 배우로 경력을 시작했다. 1984년 미국의 범죄 영화 《원스 어폰 어 타임 인 아메리카》로 데뷔하기 전에는 신문, 잡지, TV 광고 등에 출연했다. 모델 활동을 계속하면서 공포 영화  《페노미나》 (1985), 뮤지컬 판타지 영화 사라의 미로여행 (1986), 로맨틱 코미디 영화 《백마 타고 휘파람 불고》 (1991), 시대극 슈퍼 히어로 영화 《인간 로케티어》 (1991) 등의 많은 영화들에 출연했다. 공상 과학 영화 다크 시티 (1998)와 대런 애러노프스키의 드라마 영화 《레퀴엠》에서 마약 중독자 연기로 비평적 극찬을 받았다.

## 출연작 목록

### 영화
| 연도 | 제목                          | 원제                          | 배역                          | 비고                     |
| ---- | ----------------------------- | ----------------------------- | ----------------------------- | ------------------------ |
| 1984 | 원스 어폰 어 타임 인 아메리카 | Once Upon a Time in America   | 데보라 겔리                   | 엘리자베스 맥거번 아역   |
| 1985 | 페노미나                      | Phenomena                     | 제니퍼 코비노                 |                          |
| 1985 | 천국에서의 6분                | Seven Minutes in Heaven       | 내털리 베커                   |                          |
| 1986 | 사라의 미로여행               | Labyrinth                     | 사라 윌리엄스                 |                          |
| 1988 | 젊은 연인들                   | Some Girls                    | 개브리엘라 다크               |                          |
| 1989 | 별                            | Etoile                        | 클레어 해밀턴 / 내털리 호바스 |                          |
| 1990 | 정오의 열정                   | The Hot Spot                  | 글로리아 하퍼                 |                          |
| 1991 | 백마 타고 휘파람 불고         | Career Opportunities          | 조시 매클렐런                 |                          |
| 1991 | 인간 로켓티어                 | The Rocketeer                 | 제니 블레이크                 |                          |
| 1992 | 유희의 종말                   | The Heart of Justice          | 에마 버지스                   | 텔레비전 영화            |
| 1994 | 러브 앤 샤도우                | Of Love and Shadows           | 아이린                        |                          |
| 1995 | 하이어 러닝                   | Higher Learning               | 태린                          |                          |
| 2012 | 멀홀랜드 폴스                 | Mulholland Falls              | 앨리슨 폰드                   |                          |
| 2012 | 파 하버                       | Far Harbor                    | 엘리                          |                          |
| 1997 | 악의 꽃                       | Inventing the Abbotts         | 엘리너 애벗                   |                          |
| 1998 | 다크 시티                     | Dark City                     | 에마 머독 / 애나              |                          |
| 2000 | 웨이킹 더 데드                | Waking the Dead               | 사라 윌리엄스                 |                          |
| 2000 | 레퀴엠                        | Requiem for a Dream           | 메리언 실버                   |                          |
| 2000 | 폴락                          | Pollock                       | 루스 클리그먼                 |                          |
| 2001 | 뷰티풀 마인드                 | A Beautiful Mind              | 얼리샤 내시                   | 아카데미 여우조연상 수상 |
| 2003 | 헐크                          | Hulk                          | 베티 로스                     |                          |
| 2003 | 모래와 안개의 집              | House of Sand and Fog         | 캐시 니콜로                   |                          |
| 2005 | 다크 워터                     | Dark Water                    | 달리아 윌리엄스               |                          |
| 2006 | 리틀 칠드런                   | Little Children               | 캐시 애덤슨                   |                          |
| 2006 | 블러드 다이아몬드             | Blood Diamond                 | 매디 보언                     |                          |
| 2007 | 레저베이션 로드               | Reservation Road              | 그레이스 러너                 |                          |
| 2008 | 지구가 멈추는 날              | The Day the Earth Stood Still | 브라이언 니컬스               |                          |
| 2008 | 잉크하트: 어둠의 부활         | Inkheart                      | 록샌                          |                          |
| 2009 | 그는 당신에게 반하지 않았다   | He's Just Not That Into You   | 저닌 건더스                   |                          |
| 2009 | 9: 나인                       | 9                             | 세븐 (목소리 출연)            |                          |
| 2009 | 크리에이션                    | Creation                      | 에마 다윈                     |                          |
| 2010 | 버지니아                      | Virginia                      | 버지니아                      |                          |
| 2011 | 딜레마                        | The Dilemma                   | 베스                          |                          |
| 2011 | 샐베이션 부러바드             | Salvation Boulevard           | 그웬 밴더비어                 |                          |
| 2012 | 스턱 인 러브                  | Stuck in Love                 | 에리카                        |                          |
| 2014 | 윈터스 테일                   | Winter's Tale                 | 버지니아 개멀리               |                          |
| 2014 | 하늘 높이                     | Aloft                         | 나나 커닝                     |                          |
| 2014 | 노아                          | Noah                          | 나메아                        |                          |
| 2014 | 쉘터                          | Shelter                       | 해나                          |                          |
| 2016 | 아메리칸 패스토럴             | American Pastoral             | 돈 레보프                     |                          |
| 2017 | 스파이더맨: 홈커밍            | Spider-Man: Homecoming        | 슈트 누나 (목소리 출연)       |                          |
| 2017 | 온리 더 브레이브              | Only the Brave                | 어맨다 마시                   |                          |
| 2019 | 알리타: 배틀 엔젤             | Alita: Battle Angel           | 닥터 시렌                     |                          |
| 2022 | 탑건: 매버릭                  | Top Gun: Maverick             | 페니 벤저민                   | 후반 작업                |

### 텔레비전 드라마
| 연도    | 제목          | 원제                    | 배역        | 비고                             |
| ------- | ------------- | ----------------------- | ----------- | -------------------------------- |
| 1982    | 어느날 갑자기 | Tales of the Unexpected | 여자아이    | "Stranger in Town" 에피소드 출연 |
| 2000-01 | 더 스트리트   | The $treet              | 캐서린 밀러 | 조연                             |
| 2020    | 설국열차      | Snowpiercer             | 멜러니 캐빌 | 주연                             |
| 2024    | 30일의 밤     | Dark Matter             | 다니엘라    | 주연                             |

## 수상 내역
- 2001년 아메리칸필름인스티튜드어워즈 여우조연상
- 2001년 캔자스시티비평가협회상 여우조연상
- 2001년 포닉스비평가협회상 여우조연상
- 2001년 남동부비평가협회상 여우조연상
- 2001년 제6회 새틀라이트시상식 여우조연상
- 2002년 온라인영화비평가협회상 여우조연상
- 2002년 제59회 골든글로브시상식 여우조연상
- 2002년 제7회 크리틱스초이스 여우조연상
- 2002년 제55회 영국아카데미시상식 여우조연상
- 2002년 제74회 아카데미시상식 여우조연상 (뷰티풀 마인드)
- 2002년 AFI 어워즈 올해의 여자조연배우상
- 2003년 캔자스시티비평가협회상 여우주연상
- 2007년 제11회 헐리우드국제영화제 여우조연상